# Kirche von Gökhem

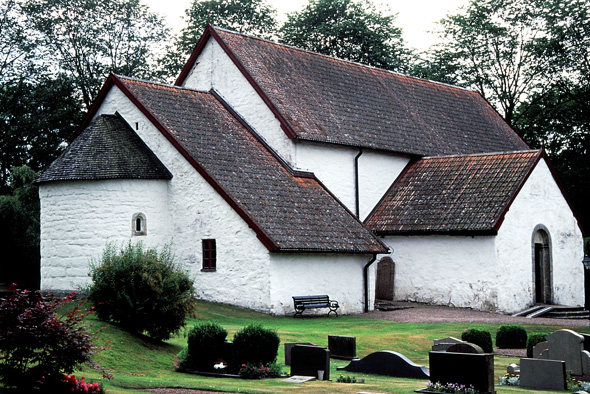
Kirche von Gökhem

Die Kirche von Gökhem liegt etwa acht Kilometer westlich der Stadt Falköping in Schweden.
Mitte des 12. Jahrhunderts wurde in Gökhem eine romanische Kirche mit Langhaus, Chor und halbrunder Apsis gebaut. Die Kirche, ursprünglich mit einer hölzernen Decken- und Dachkonstruktion versehen, wurde 1485 umgebaut, wobei das heutige Deckengewölbe gemauert wurde. Zwei Jahre später wurden die heute noch erhaltenen Deckenmalereien geschaffen, für die die Kirche heute berühmt ist. Sie lassen sich mit großer Wahrscheinlichkeit auf Meister Amund zurückführen. Zur Kirche gehört ein freistehender hölzerner Glockenturm mit zwei Glocken, wovon die ältere aus dem 14. Jahrhundert stammt.
Etwa 150 Meter östlich der Kirche befindet sich die Ruine einer zweiten mittelalterlichen Kirche aus dem 12. Jahrhundert. Auf die Frage, warum es an diesem Ort zwei Kirchen so nahe beieinander gegeben hat, gibt es zwei Erklärungen. Eine Theorie besagt, dass die zweite Kirche zu einem größeren mittelalterlichen Hof gehört hat. Nach einer zweiten Theorie ließen sich an diesem Ort Mönche, die zur englischen bzw. deutschen Mission gehörten, nieder und bauten ihre eigenen Kirchen. Dafür spricht, dass der Chor der zweiten Kirche durch eine gerade Wand abgeschlossen wurde, wie in England üblich, während die halbrunde Apsis der Kirche von Gökhem deutschem Einfluss zuzuschreiben ist. Darüber hinaus ist bekannt, dass die ersten Priester der Kirche Mönche aus Skara waren.

## Galerie

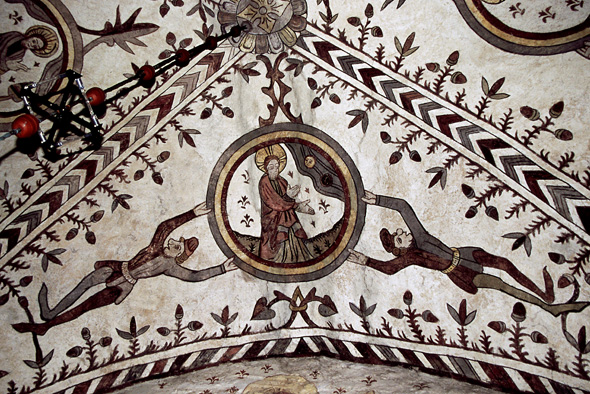
Deckenmalereien aus dem 15. Jahrhundert
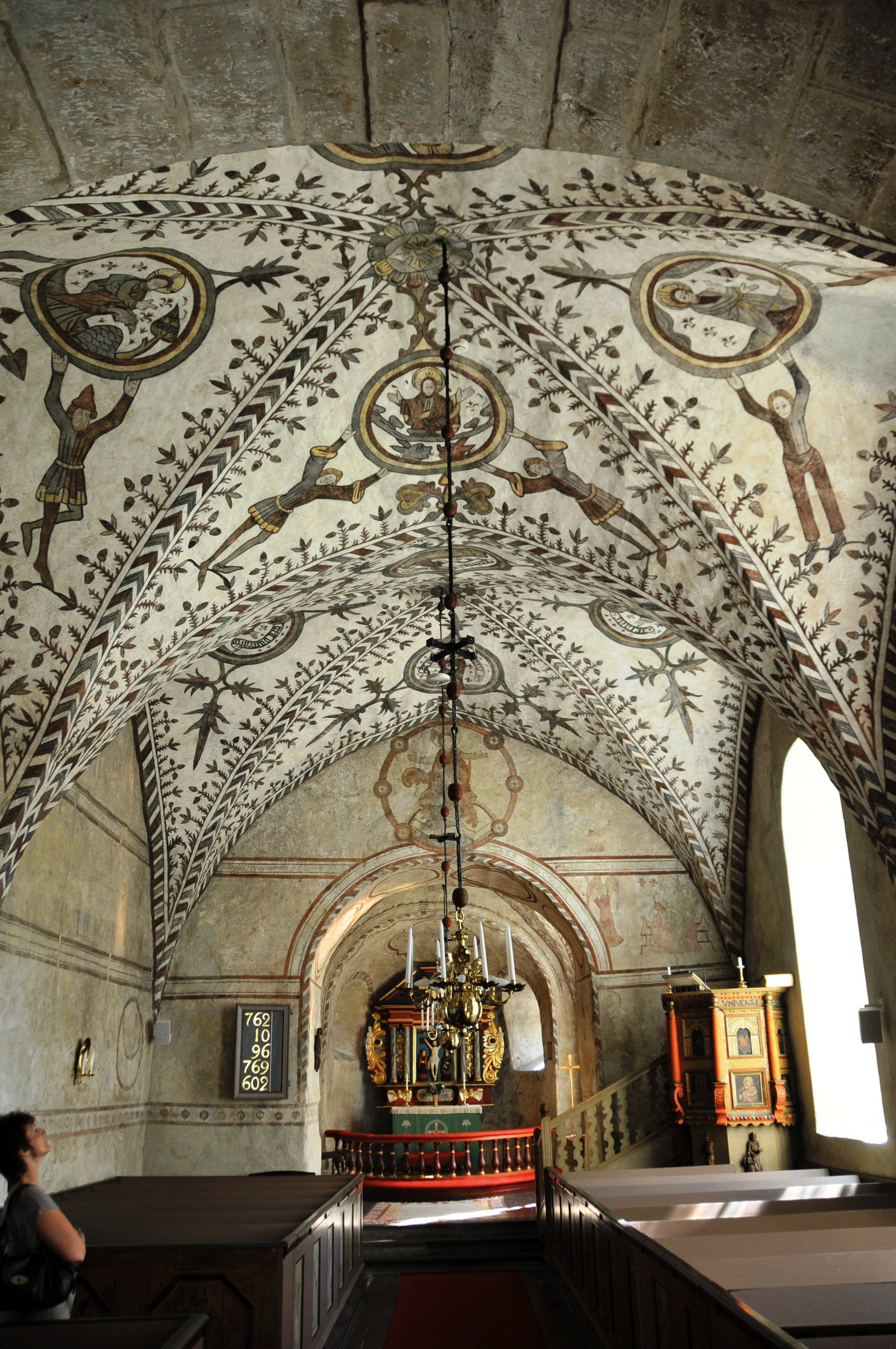
Kircheninneres
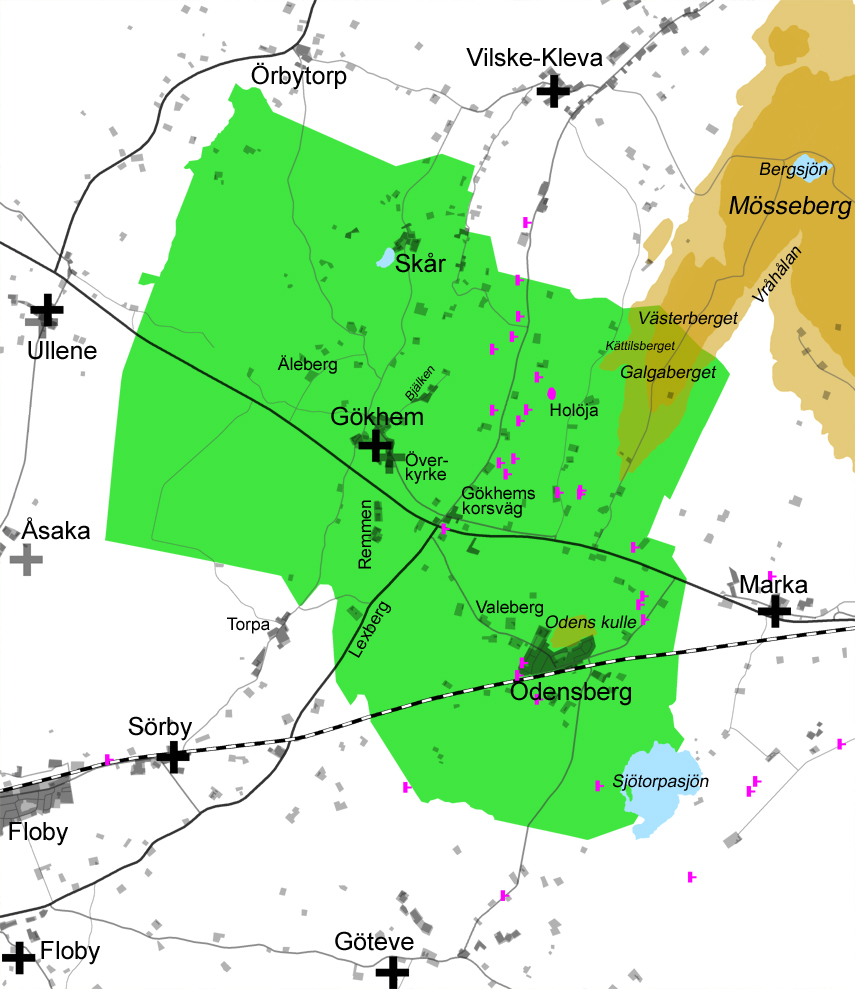
Karte
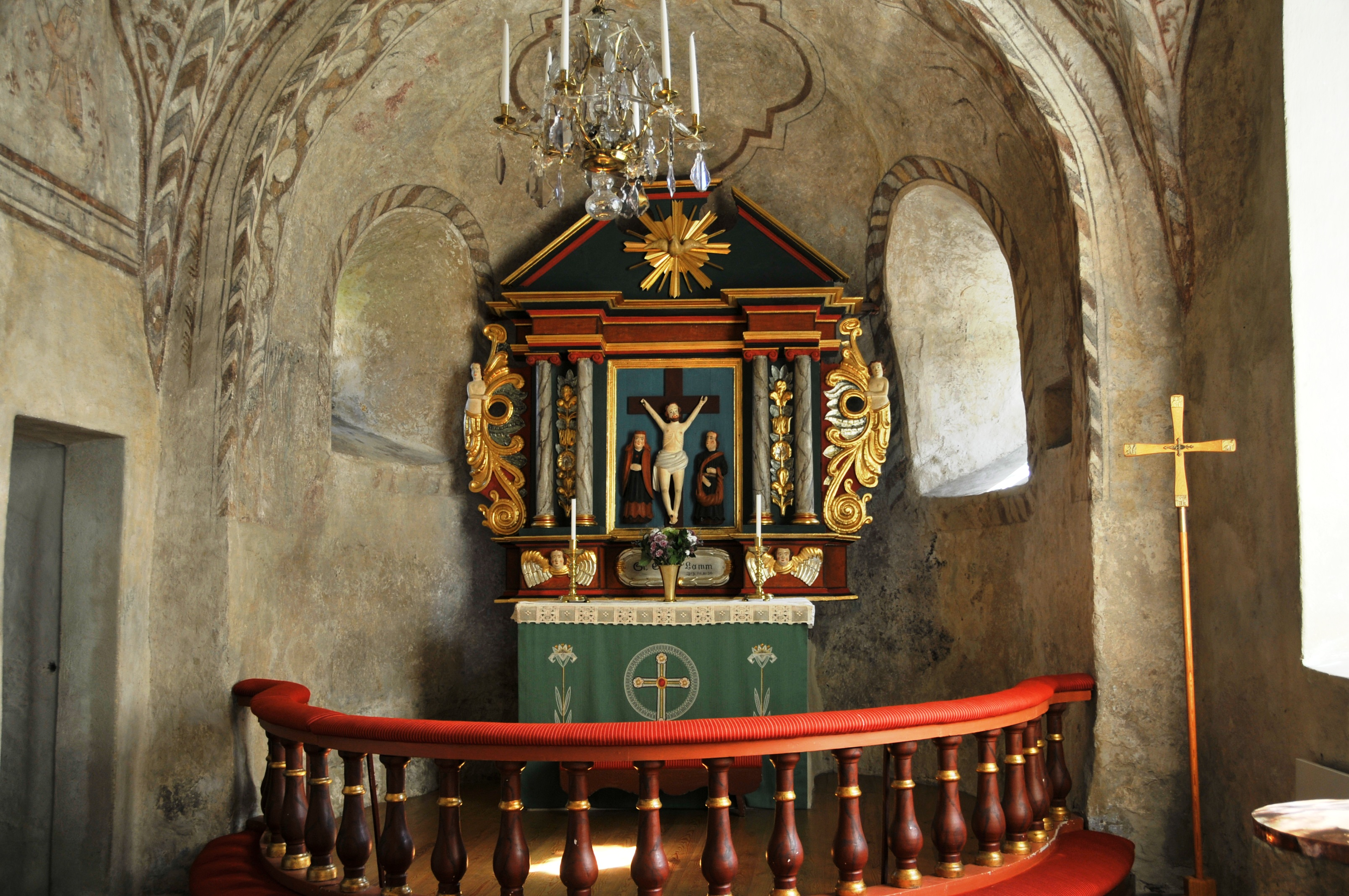
Altar
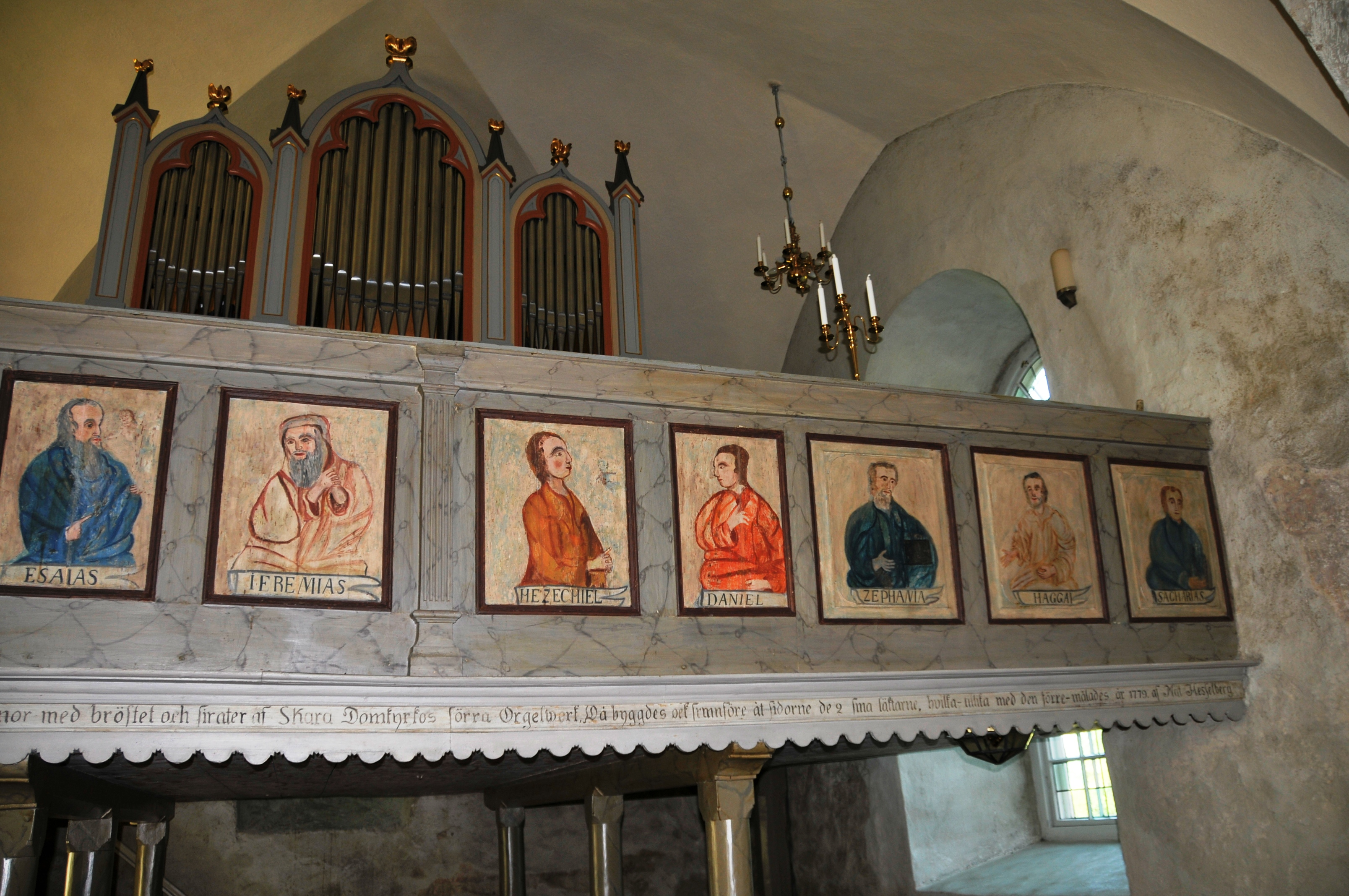
Empore